# Berchezoaia, Maramureș
Berchezoaia (în maghiară Berkeszpataka, în germană Waldbach, în trad. "Pârâul de pădure") este un sat în comuna Remetea Chioarului din județul Maramureș, Transilvania, România.

## Etimologie
Etimologia numelui localității: din Berchez (din n.fam. Bercheș) + suf. -oaie, art. -oaia. 

## Demografie
La recensământul din 2011, populația era de 466 locuitori. 

## Istoric
În perimetrul localității, în locul numit „Cetate”, se găsesc ruinele Cetății Chioarului.
Prima atestare documentară: 1566 (Ujfalu). 